# خمس معادلات غيرت العالم
خمسة معادلات غيرت العالم، قوة وشعر الرياضيات؛ هو كتاب لمايكل غيلن، نشر عام 1995. والكتاب مقسم إلى خمسة فصول تتحدث عن خمسة معادلات مختلفة في الفيزياء، والعلماء الذين قامو بتطويرها.

العلماء والمعادلات هم:
1. إسحاق نيوتن {\displaystyle F=GMm/r^{2}} (قانون الجذب العام لنيوتن)
2. دانييل برنولي (مبدأ بيرنولي)
3. مايكل فاراداي (قانون فاراداي)
4. رودولف كلاوزيوس (قانون الديناميكا الحراري الثاني)
5. ألبرت أينشتاين (النسبية الخاصة)

والكتاب عبارة عن دراسة خفيفة في مجال العلوم والتاريخ والتصوير، وقد تنبأ بالسفر إلي الفضاء والطيران والطاقة النووية. كما ينقسم كل فصل من فصول الكتاب إلى أقسام بعنوان فيني فيدي فيتشي.
وقد قالت عنه مجلة Kirkus Reviews أن هذا الكتاب يجعل العلم مقبولًا قدر الإمكان. 

وقال Frank Mahnke بأن غلين أعطي لمسة لطيفة عن تاريخ الرياضيات والفيزياء ومدى تأثيرها على العالم. 

ولكن كان لتشارلز ستيفنس رأي آخر حيث انتقد الكتاب قائلًا «بأن هذا الكتاب يعالج الأفكار العلمية بطريقة سطحية».